# سعيدة الصوالحة
السعيدة وتشتهر بسعيدة الصوالحة: إحدى مراكز محافظة محايل. تقع في غرب المحافظة على مسافة 60 كيلاً، ويقطنها 6624 نسمة.